# Cantonul Sotteville-lès-Rouen-Ouest
Cantonul Sotteville-lès-Rouen-Ouest este un canton din arondismentul Rouen, departamentul Seine-Maritime, regiunea Haute-Normandie, Franța.

## Comune
- Sotteville-lès-Rouen (parțial, reședință)